# ダニエル・カイマコスキ
ダニエル・カイマコスキ（マケドニア語: Даниел Кајмакоски / Daniel Kajmakoski、1983年10月17日 - ）は、マケドニア共和国・ストルガ出身のシンガー・ソングライターである。2013年に音楽番組『Xファクター』の西バルカン諸国版である『Xファクター・アドリア』で優勝、また、2014年にはスコピエフェストで優勝し、翌年5月のユーロビジョン・ソング・コンテスト2015のマケドニア共和国代表として「Lisja esenski」を歌う。

## 来歴
1983年10月17日、マケドニア社会主義共和国のストルガにて生まれる。7歳のころオーストリアのウィーンに家族とともに移住する。以降、音楽オーディション番組などへの出場を続け、2009年には故郷マケドニアの音楽祭オフリト・フェストに出場し、自ら作詞作曲した「Nezhna ko princeza」を歌う。その後ブルガリアのテレビ番組「Pej S'men」などを経て再びウィーンに戻るが、その後も音楽と関わり続け、2011年にはカロリーナ・ゴチェヴァの楽曲「Ne se vrajkas」の制作を手がける。

## Xファクター・アドリア
2013年には音楽番組『Xファクター』の西バルカン諸国版である第1回『Xファクター・アドリア』に出場する。最初のオーディションではダニエル・メリウェザーの「Red」を歌い、これを通過するとその後も逐次勝ち進んで2014年3月23日に優勝者に選ばれる。同年夏には初のシングル曲として番組の審査員の一人であったジェリコ・ヨクシモヴィッチとのデュエット曲「Skopje-Beograd」が発売された。
- 第1週: "One" （U2）
- 第2週: "Čija si" （トシェ・プロエスキ）
- 第3週: "Sonce ne me gree" （ヴラトコ・ロザノスキ）
- 第4週: "Counting Stars" （ワンリパブリック）
- 第5週: "Wake Me Up" （アヴィーチー）
- 第6週: "Stay" （ハーツ）
- 第7週: "Unchained Melody"
- 第8週: "Ljubavi" （ジェリコ・ヨクシモヴィッチ）
- 決勝: "Sex on Fire" （キングス・オブ・レオン）、"Angels"（ロビー・ウィリアムズ）、"The Hardest Thing"（トシェ・プロエスキ）、"Red"（ダニエル・メリウェザー）

## ユーロビジョン・ソング・コンテスト2015
2014年11月、翌年開催予定のユーロビジョン・ソング・コンテスト2015のマケドニア共和国代表選考としてマケドニア国営放送が主催で開催された音楽祭・スコピエフェストで「Lisja esenski」を歌い、決勝では視聴者票で首位、審査員票で2位、総合1位となった。これによりユーロビジョン・ソング・コンテスト2015のマケドニア共和国代表となることが決まった。